# Boquerón (Padre Abad)
Boquerón es una localidad peruana, capital del distrito de Boquerón, ubicado en la provincia de Padre Abad, en el Noroeste del departamento de Ucayali. Según el censo de 2017, tiene una población de 2065 habitantes.

## Descripción
Es una localidad rural, dedicada principalmente al cultivo del cacao para los mercados de Pucallpa y Lima. En sus afueras se encuentra el Boquerón del Padre Abad, que es la entrada a la Cordillera Azul.